# Hans Jacob Hansen
Hans Jacob Hansen (Bellinge, 10 agosto 1855 – Gentofte, 26 giugno 1936) è stato uno zoologo danese.
Questo zoologo studiò numerosi gruppi di artropodi. Fu allievo di Jørgen Matthias Christian Schiødte (1815-1884). Partecipa ad alcune spedizioni scientifiche, come alla spedizione Ingolf in Islanda e Groenlandia del 1895, nelle quali studia i crostacei ottenuti e, una volta a terra, analizza e classifica altri crostacei provenienti da altre spedizioni. Ad esempio fu lui che diede il nome di "y-nauplio" ai facetotecta, ritenendoli le larve di cirripedi non ancora identificati.